# Szymon Żurkowski
Szymon Żurkowski (Tychy, 1997. szeptember 25. –) lengyel válogatott labdarúgó, az olasz Spezia középpályása.

## Pályafutása

### Klubcsapatokban
Żurkowski a lengyelországi Tychy városában született. Az ifjúsági pályafutását a MOSiR Jastrzebie Zdroj csapatában kezdte, majd a Gwarek Zabrze akadémiájánál folytatta.
2014-ben mutatkozott be a Gwarek Zabrze felnőtt keretében. 2016-ban az első osztályú Górnik Zabrzéhez igazolt. 2019. január 28-án 5½ éves szerződést kötött az olasz első osztályban érdekelt Fiorentina együttesével, majd kölcsönben visszatért a lengyel klubhoz a szezon végéig. Először a 2019. szeptember 14-ei, Juventus ellen 0–0-ás döntetlennel zárult mérkőzés 89. percében, Gaetano Castrovilli cseréjeként lépett pályára. 2020 és 2022 között az Empoli csapatát erősítette szintén kölcsönben.

### A válogatottban
Żurkowski az U21-es korosztályos válogatottban is képviselte Lengyelországot.
2022-ben debütált a felnőtt válogatottban. Először a 2022. március 24-ei, Skócia ellen 1–1-es döntetlennel zárult barátságos mérkőzésen lépett pályára.

## Statisztikák
2022. november 3. szerint
| Klub                | Szezon   | Osztály     | Bajnokság | Bajnokság | Kupa  | Kupa | Nemzetközi | Nemzetközi | Összesen | Összesen |
| Klub                | Szezon   | Osztály     | Meccs     | Gól       | Meccs | Gól  | Meccs      | Gól        | Meccs    | Gól      |
| ------------------- | -------- | ----------- | --------- | --------- | ----- | ---- | ---------- | ---------- | -------- | -------- |
| Górnik Zabrze       | 2016–17  | I Liga      | 9         | 1         | 0     | 0    | —          | —          | 9        | 1        |
| Górnik Zabrze       | 2017–18  | Ekstraklasa | 34        | 2         | 4     | 1    | —          | —          | 38       | 3        |
| Górnik Zabrze       | 2018–19  | Ekstraklasa | 31        | 3         | 3     | 2    | 3          | 0          | 37       | 5        |
| Górnik Zabrze       | Összesen | Összesen    | 74        | 6         | 7     | 3    | 3          | 0          | 84       | 9        |
| Fiorentina          | 2019–20  | Serie A     | 2         | 0         | 0     | 0    | —          | —          | 2        | 0        |
| Fiorentina          | 2022–23  | Serie A     | 2         | 0         | 0     | 0    | 2          | 0          | 4        | 0        |
| Fiorentina          | Összesen | Összesen    | 4         | 0         | 0     | 0    | 2          | 0          | 6        | 0        |
| Empoli (kölcsönben) | 2019–20  | Serie B     | 7         | 1         | 0     | 0    | —          | —          | 7        | 1        |
| Empoli (kölcsönben) | 2020–21  | Serie B     | 25        | 2         | 0     | 0    | —          | —          | 25       | 2        |
| Empoli (kölcsönben) | 2021–22  | Serie A     | 35        | 6         | 2     | 0    | —          | —          | 37       | 6        |
| Empoli (kölcsönben) | Összesen | Összesen    | 67        | 9         | 2     | 0    | 0          | 0          | 69       | 9        |
| Összesen            | Összesen | Összesen    | 145       | 15        | 9     | 3    | 5          | 0          | 159      | 18       |

### A válogatottban
| Válogatott    | Év       | Pályára lépés | Gól |
| ------------- | -------- | ------------- | --- |
| Lengyelország | 2022     | 7             | 0   |
| Összesen      | Összesen | 7             | 0   |

## Sikerei, díjai
Górnik Zabrze
- I Liga
  - Feljutó (1): 2016–17

Empoli
- Serie B
  - Feljutó (1): 2020–21

## Fordítás
Ez a szócikk részben vagy egészben  a   Szymon Żurkowski című angol Wikipédia-szócikk fordításán alapul.  Az eredeti cikk szerkesztőit annak laptörténete sorolja fel. Ez a jelzés csupán a megfogalmazás eredetét és a szerzői jogokat jelzi, nem szolgál a cikkben szereplő információk forrásmegjelöléseként.